# Dinitrofenil
Dinitrofenil (abreviado como DNP, do inglês) refere-se às moléculas contendo dois anéis fenólicos, caracterizadas como úteis para a preparação de vacinas. A estrutura dinitrofenil por si própria não produzirá qualquer resposta imunológica nem ligar-se a um antígeno. Um composto dinitrofenil é comumente usado para acoplar-se com peptídeos n preparação de vacinas para realçar a imogenicidade de antígenos que de outra forma são imunogênicos de natureza fraca.
Derivados corantes de succinimidil-éster de dinitrofenil são utilizados para o síntese de nucleotídeos "marcados" por acoplamento químico de alilamina-dUTP, com bons resultados para o 2,4-dinitrofenil.